# Flügelklammer

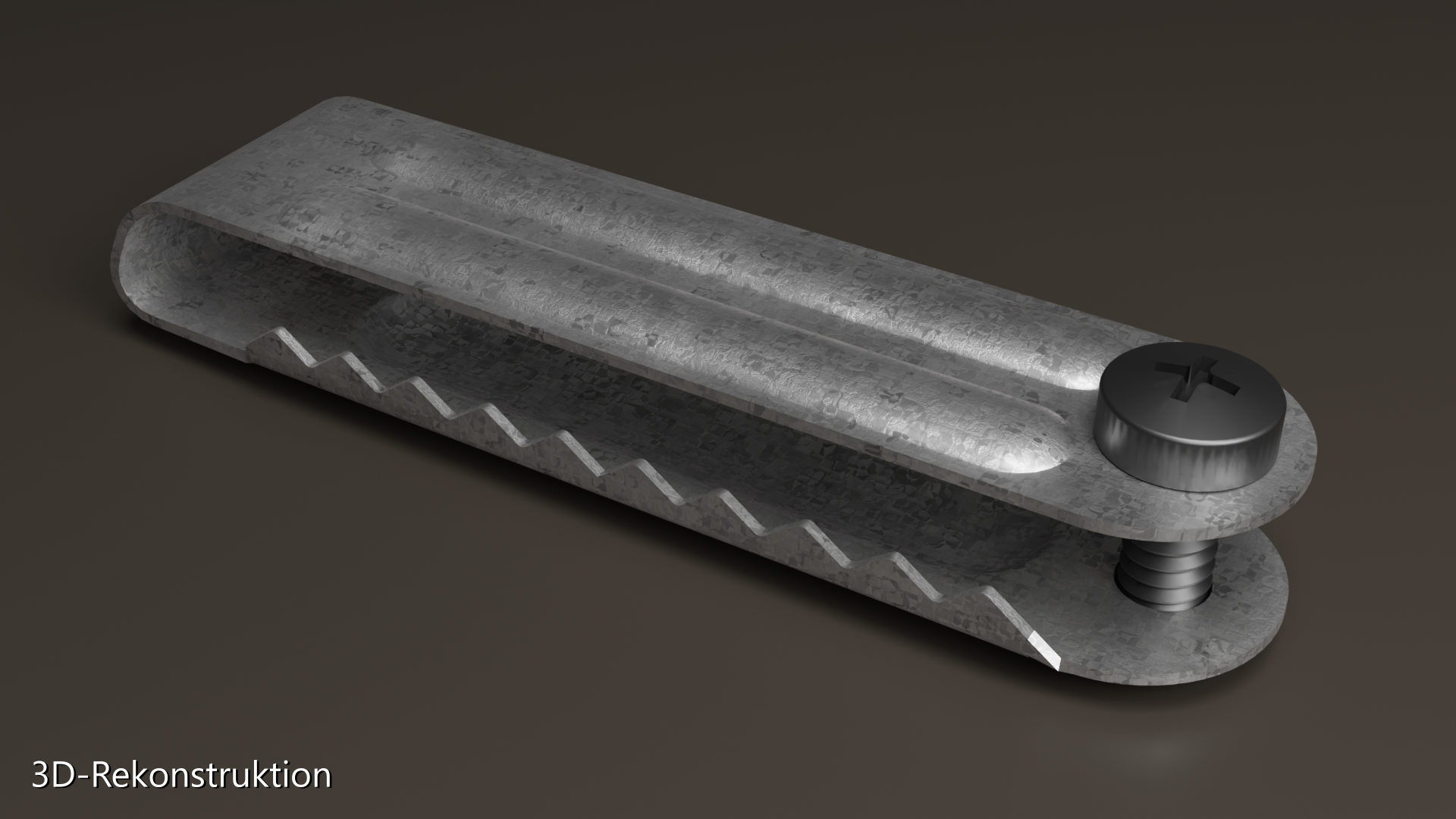
Flügelklammer (3D-Rekonstruktion)

Die Flügelklammer ist eine Metallspange, die Vögeln an einen Flügel geschraubt wird, um sie am Fliegen zu hindern. Rasse- und Ziergeflügel wird mit der Flügelklammer flugunfähig gemacht, um es am Überfliegen von Zäunen zu hindern; Zootiere können den Tierpark nicht verlassen. Eine Alternative zur Flügelklammer ist das Stutzen der Schwungfedern.

## Handhabung
Die Flügelklammer wird einseitig an einem Flügel an sieben Handschwingen angebracht. Sie wird bis zum Federschaft über die Schwungfedern geschoben und dort verschraubt. Der Vogel kann mit der Klammer zwar noch Aufflattern und sich vor Feinden in Sicherheit bringen, aber er kann keine weiten Strecken mehr fliegen.

## Vor- und Nachteile
- Nach Abnehmen der Flügelklammer ist der Vogel sofort wieder flugfähig und nicht erst nach der nächsten Mauser.
- Geflügelzüchter, die ihre Vögel auf Ausstellungen präsentieren, legen Wert auf ein vollständiges Gefieder.
- Tiere mit Flügelklammern können ihr Gefieder nicht mehr vollständig selbst pflegen.

Solche Klammern scheinen daher nur für Schautiere vertretbar, bei denen auf ein vollständiges Gefieder zu achten ist, oder bei Tieren, die nur kurzfristig, z. B. während einer tierärztlichen Behandlung, am Davonfliegen gehindert werden sollen.

## Nachweise
1. ↑  Der Goldfasan. Mönchengladbacher-Geflügelfreunde 1979 e.V., archiviert vom Original am 20. Juli 2013; abgerufen am 16. März 2025 (zu Haltung und Pflege des Goldfasans).
2. ↑  Thema: Flügelklammern ? In: www.huehner-info.de. Abgerufen am 29. März 2014 (Forenbeitrag).